# Université Gamal-Abdel-Nasser de Conakry
L'université Gamal-Abdel-Nasser de Conakry (UGANC), également connue sous le nom d'université de Conakry, est l'université la plus importante de Guinée. Fondée en 1962, l'université porte le nom du président égyptien Gamal Abdel Nasser.

## Historique
Construite avec le soutien de l’Union soviétique en 1962, elle est connue jusqu'en 1984 sous le nom d'Institut polytechnique de Conakry. Elle est nommée en l'honneur du président égyptien Gamal Abdel Nasser. Elle fut fréquentée par de nombreux cadres guinéens. En 1988, y est fondée l'Association des élèves et étudiants musulmans de Guinée.
| Nom et prénoms            | Titre/appellation      | début | Fin        |
| ------------------------- | ---------------------- | ----- | ---------- |
| Albert Boirayon           | Directeur IPC          | 1962  | 1964       |
| Michel Kolet              | Administrateur IPC     | 1964  | 1967       |
| Sekou Manton Camara       | Administrateur IPC     | 1967  | 1969       |
| Moriba Magassouba         | Administrateur IPC     | 1969  | 1970       |
| Ibrahima K Fofana         | Administrateur IPC     | 1971  | 1972       |
| Fode Lamine Toure         | Administrateur IPC     | 1972  | 1973       |
| K Kourouma                | Administrateur IPCGANC | 1973  | 1975       |
| Moriba Magassouba         | Administrateur IPCGANC | 1975  | 1976       |
| Dr Mamady Nabe            | Administrateur IPCGANC | 1976  | 1978       |
| Dr Aly B. Doukoure        | Administrateur IPCGANC | 1978  | 1984       |
| Alseny Boiro              | Administrateur IPCGANC | 1984  | 1987       |
| Aboubacar Sompare         | Recteur UGANC          | 1987  | 1989       |
| Dr Salif Sylla            | Recteur UGANC          | 1989  | 1991       |
| Pr Moh L Kaba             | Recteur UGANC          | 1991  | 2002       |
| Pr Nanamoudou Magassouba  | Recteur UGANC          | 2002  | 2003       |
| Ousmane Sylla             | Recteur UGANC          | 2003  | 2006       |
| Dr Alpha Mamadou Diallo   | Recteur UGANC          | 2006  | 2008       |
| Yazora Soropogui          | Recteur UGANC          | 2008  | 2010       |
| Ibrahima Moriah Conte     | Recteur UGANC          | 2010  | 2011       |
| Pr Doussou Lancine Traore | Recteur UGANC          | 2011  | 2022       |
| Dr Alpha Kabinet Keita    | Recteur UGANC          | 2022  | (en cours) |

## Composition
L'UGANC est composée de facultés et instituts :
- Faculté des sciences et techniques de la santé ;
- Faculté des sciences ;
- Institut polytechnique ;
- Centre informatique ;
- Institut des chemins de fer.

L'UGANC possède deux écoles doctorales :
- ED-sciences et techniques ;
- ED-sciences de la vie, Santé et Environnements.

## Personnalités liées à l'université

### Étudiants
- André Loua
- François Louceny Fall
- Hadja Saran Daraba Kaba
- Mama Sany Béavogui
- Mafèring Camara
- Makhoudia Sène
- Mamadou Dindé Diallo
- Moussa Dadis Camara
- Sékou Koureissy Condé